# Гельта д'Аршей

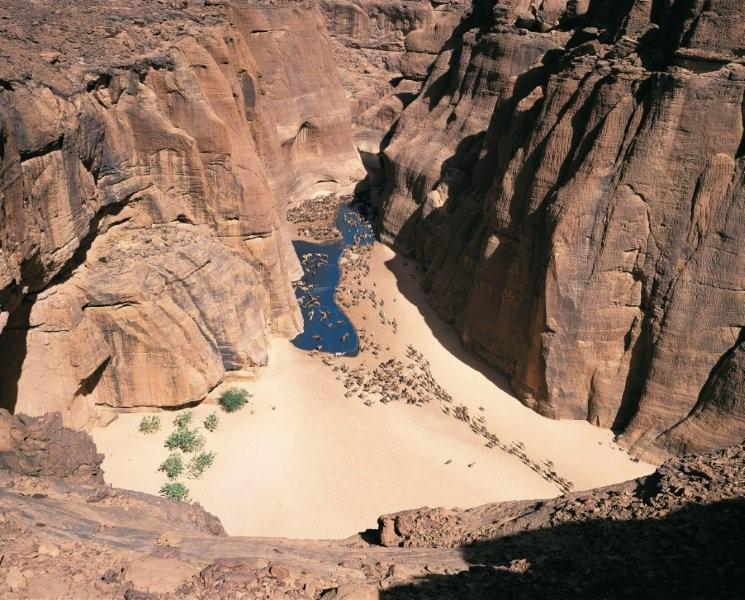
Верблюди на водопої в гельті д'Аршей

16°54′15″ пн. ш. 21°46′26″ сх. д. / 16.904223° пн. ш. 21.7737997° сх. д.
Гельта д'Аршей (фр. La guelta d'Archei) — водойма (гельта) на плато Еннеді на північному сході Республіки Чад, провінція Еннеді, на південний схід від міста Фада. Одна з найбільших гельт в пустелі Сахара. Заселена численними видами рідкісних тварин, у тому числі і нільськими крокодилами (Crocodylus niloticus Laurenti), що зустрічаються в Сахарі лише тут і в гельті плато Тагант, в Мавританії. Нільські крокодили жили в середньому голоцені на всій території Північної Африки, від південного узбережжя Середземномор'я на півночі і до нинішньої смуги Сахеля на півдні, в численних річках і болотах давньої Сахари.
Навколо гельти д'Аршей лежить велика пустельна територія, для пересування якою необхідний всюдихід або верблюд.